# 김홍일 (축구 선수)
김홍일(한국 한자: 金弘一, 1987년 9월 29일 ~ )은 대한민국의 전직 축구 선수로서 포지션은 미드필더이다.